# St. Dreifaltigkeit (Herne)
Die römisch-katholische Kirche St. Dreifaltigkeit in Herne-Holthausen, Börsinghauser Straße 62, ist eine Gemeindekirche der St.-Dionysius-Gemeinde des Dekanats Emschertal im Erzbistum Paderborn.

## Baugeschichte
Das dünn besiedelte Holthausen erlebte – wie viele andere Orte in dieser Region – durch den nordwärts sich ausbreitenden Steinkohle-Bergbau im letzten Drittel des 19. Jahrhunderts einen rasanten Bevölkerungszuwachs. Dadurch waren die Mutterkirchen gezwungen, Pfarrvikarien zu schaffen, um den Menschen die aktive Teilnahme am Gottesdienst und dem Gemeindeleben zu ermöglichen. Die St.-Lambertus-Gemeinde in Castrop pfarrte im Jahr 1900 die St.-Joseph-Gemeinde ab. Nach der Pfarrwerdung der Gemeinde St. Peter und Paul in Börnig-Sodingen und dem Bau ihres Gotteshauses wurde auch in Holthausen der Wunsch größer, eine eigene Gemeinde für Holthausen und die Siedlung Teutoburgia einzurichten.
Am 25. März 1908 wurde die erste Heilige Messe als neue Gemeinde St. Dreifaltigkeit zu Holthausen in einer Notkirche an der Mont-Cenis-Straße gefeiert, die dann durch die neue Dreifaltigkeitskirche an der Börsinghauser Straße ersetzt wurde. Das Kirchengebäude wurde 1931–1932 errichtet, die feierliche Konsekration fand 1933 statt.

## Architektur

### Konstruktion
Der Kirchenbau wurde von dem Hammer Architekten Karl Wibbe (* 1896) geplant und ausgeführt. Der Sockel besteht aus einem Betonkranz mit starken Betonpfeilern, auf dem eine Stahl-Fachwerk-Konstruktion mit Schrauben befestigt ist – sie kann bei Setzungsrissen und Senkungen vom Sockel gelöst und neu ausgerichtet werden. Die mit Triolsteinen ausgemauerte Fachwerkkonstruktion ist jedoch nicht sichtbar, sondern wird von den Außenwänden aus Klinkern und Ibbenbürener Sandstein verhüllt, die stilistisch neben den prägenden traditionellen Elementen der Rundbögen in Einzelheiten auch Nachwirkungen des Backsteinexpressionismus erkennen lassen. Das Dach ist mit Kupferblech eingedeckt. Die Fachwerkkonstruktion wurde vom Gelsenkirchener Werk der Vereinigte Kesselwerke AG konstruiert und geliefert. Die Kirche wurde für 300 Erwachsene und 140 Kinder geplant.
Besonders auffallend ist der wuchtige Westturm in Form eines Westwerks mit zwei flachen Pyramiden-Hauben. An der südlichen Langhausseite befindet sich ein Ehrenmal für die in den beiden Weltkriegen Gefallenen Holthausens. Seit 2009 steht die Kirche unter Denkmalschutz.

### Ausstattung
Die Glasfenster schuf 1967 und 1975 der Bottroper Künstler Nikolaus Bette. 2010 wurde der Altar aus dem überhöhten Chor in den Kirchenraum verlegt, wo eine Altarinsel neu entstanden ist. Das Geläut besteht aus drei Sonderbronzeglocken aus der Glockengießerei Junker in Brilon, gestimmt auf die Töne e', g' und a'. Die große Glocke wurde 1954 gegossen, die beiden kleinen Glocken entstanden schon 1950.

## Geistliche (unvollständig)
- 1922–1934: Pfarrer Josef Prenger, 1909–1922 Kaplan der Gemeinde, 1934–1964 Pfarrer der Gemeinde St. Peter und Paul in Herne
- 1990–1996: Pfarrer Ottmar Wiesehöfer († 1999), Subsidiar in St. Agatha in Niedersfeld
- 1996–2016: Thomas Poggel
- 2017–2024: Georg Birwer, Pfarrer von St. Dionysius in Herne
- seit 2024: Nils Petrat

Geistliche aus der Gemeinde stammend
- Thomas Witt, Domkapitular in Paderborn
- Raimund Kinold, Pfarrer in Finnentrop / Pastoralverbund Bigge-Lenne-Fretter-Tal